# Kloster St. Katharinental

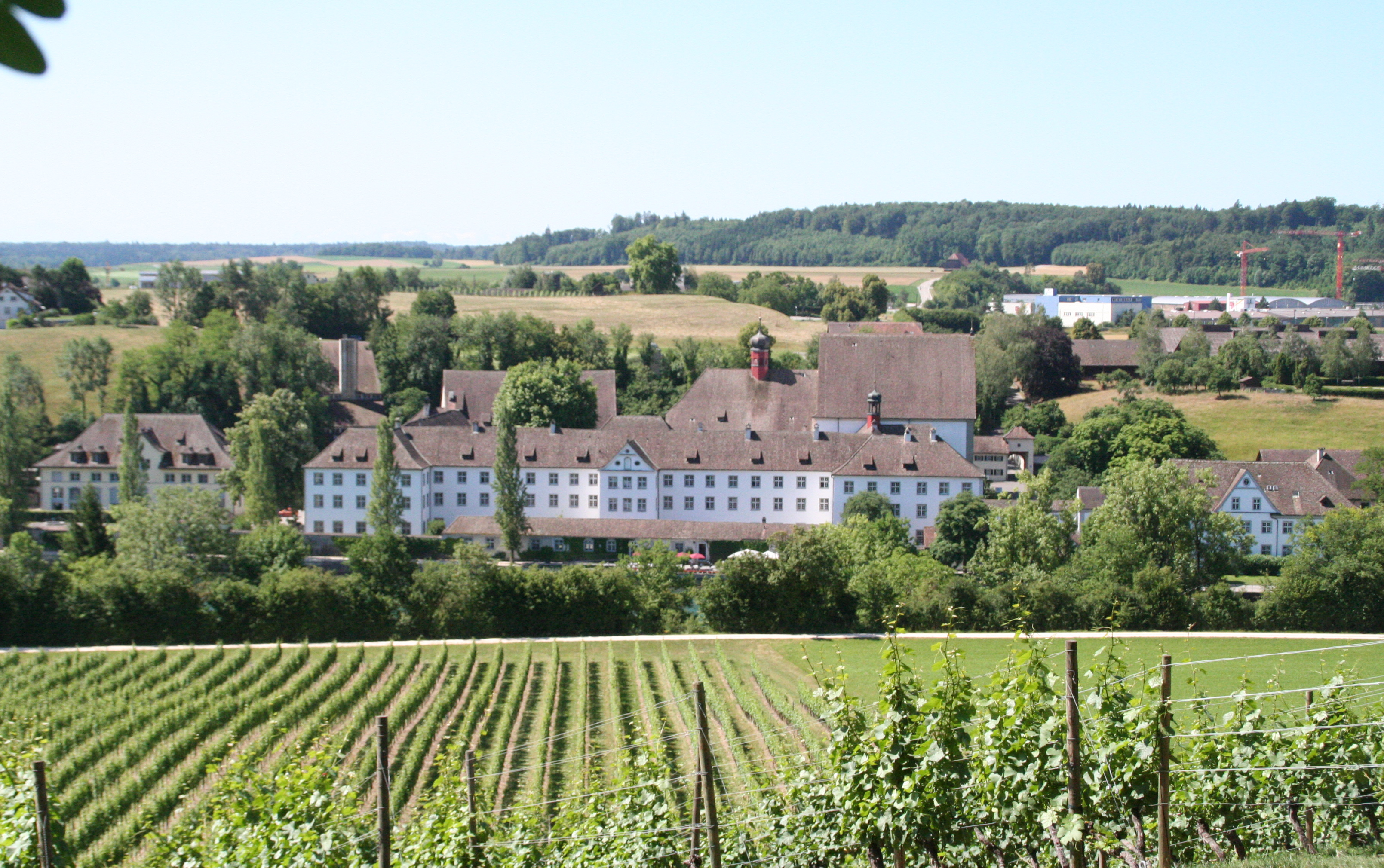
Ansicht von Norden

Das Kloster St. Katharinental war ein Kloster der Dominikanerinnen am Rhein bei Diessenhofen auf dem Gebiet der bis 2000 selbständigen Gemeinde Willisdorf im Kanton Thurgau, es gehörte zur Diözese Konstanz. Heute ist in den Klostergebäuden eine Klinik des Kantons Thurgau für Rehabilitation und Langzeitpflege untergebracht.

## Geschichte des Klosters

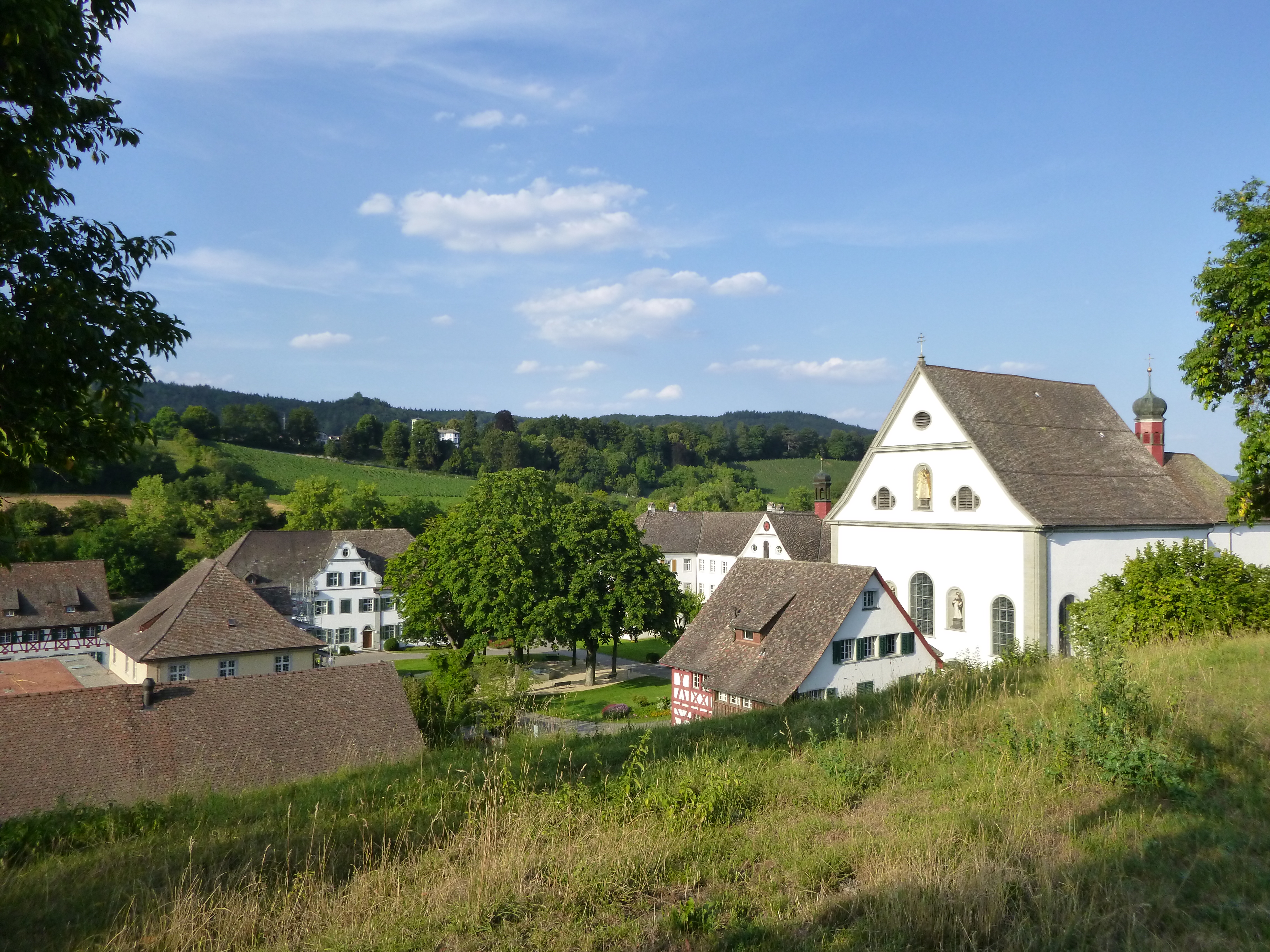
Ansicht vom ehemaligen Friedhof

Die Anfänge des Klosters St. Katharinental sind vor allem aus der – wenngleich legendarisch überhöhten – Gründungsgeschichte zu erschliessen, die in mehreren Fassungen im Textcorpus des St. Katharinentaler Schwesternbuchs überliefert ist; sie spiegelt modellhaft die Entstehung vieler Frauenklöster des 13. Jahrhunderts. 
Den Ursprung bildete eine in Armut lebende kleine Gemeinschaft von Beginen, die sich im Zuge der religiösen Armutsbewegung dieser Zeit in Winterthur zu gemeinsamer Lebensführung zusammengeschlossen hatten. Um 1230 siedelten sie nach Diessenhofen über, wo der dort tätige Priester und Spitalpfleger Hug die Errichtung eines Frauenklosters plante. 1242 zogen sie in das seither so genannte St. Katharinental am Rhein ausserhalb der Stadt, um dort das Kloster zu errichten. Grund und Boden stiftete Graf Hartmann IV. von Kyburg, der auch bei der Gründung der Klöster Oetenbach und Töss mitgewirkt hatte. Erste Priorin war die adelige Witwe Williburg von Hünikon. 1245 wurde das Kloster durch Papst Innozenz IV. in den Dominikanerorden inkorporiert; die cura monialium (Nonnenseelsorge) oblag dem Dominikanerkonvent von Konstanz.
Gefördert von Adligen und wohlhabenden Bürgerfamilien der Region (bis hin nach Schaffhausen, Konstanz und Villingen), nahm das Kloster in den folgenden Jahren personell, ökonomisch und spirituell einen raschen Aufschwung. Äusserlich sichtbar wurde dies in der Errichtung eines Konventshauses und dem Bau einer Kirche mit mehreren Altären, deren Weihe 1269 von Albertus Magnus vorgenommen wurde. Kirchenpatrone waren die Heiligen Katharina von Alexandrien, eine Patronin des Dominikanerordens, und der im Bodenseegebiet besonders verehrte Nikolaus von Myra. Um 1280 zählte das Kloster bereits 150 Nonnen. Ihr intensives spirituelles Leben ist im Schwesternbuch des Klosters (s. u.) bezeugt, in dem auch ein seelsorgerisches Wirken Meister Eckharts in St. Katharinental (nach 1313) dokumentiert ist; mit grosser Wahrscheinlichkeit war danach auch Heinrich Seuse in diesem Kloster tätig. Zugleich wurde das Kloster mit einer Reihe hervorragender Kunstwerke ausgestattet; berühmt ist insbesondere eine heute in Antwerpen aufbewahrte Christus-Johannes-Gruppe des Meisters Heinrich von Konstanz. Im klostereigenen Skriptorium entstanden zahlreiche Handschriften, die u. a. auch eine reiche musikalische Kultur bezeugen (s. u.: Graduale von St. Katharinental).
Von Bedeutung wurde St. Katharinental auch im Zuge der klösterlichen Reformbestrebungen des 15. Jahrhunderts. Auf Veranlassung Konrads von Preussen († 1426) zogen schon 1399 fünf Katharinentaler Nonnen nach Schönensteinbach, um das dortige Kloster der strengen Observanz zuzuführen; von dort aus wurden dann weitere Klöster reformiert. Dabei kam es auch zu einem regen Austausch von Handschriften zum Auf- oder Ausbau der jeweiligen Klosterbibliotheken. In der zweiten Phase der klösterlichen Reformbewegung setzte Johannes Meyer (1422–1482) auch das Katharinentaler Schwesternbuch im Sinne der reformerischen Tendenz ein.
Nachdem das Kloster existenzgefährdende Wirrungen des Reformationszeitalters überstanden hatte, erlebte es im 18. Jahrhundert eine neue Blütezeit unter der Priorin Josepha Dominica von Rottenberg (1676–1738), die nicht nur als Schriftstellerin und Reformatorin im Geiste des Tridentinums tätig war, sondern auch dem Kloster seine heutige bauliche Gestalt verlieh (s. u.: Klosterkirche). In diesen und den folgenden Jahrzehnten erlebte St. Katharinental auch eine musikalische Hochblüte. Das umfangreiche erhaltene Notenmaterial gibt ein Bild von der damaligen Musizierpraxis.
Zu Ende des 18. Jahrhunderts machten sich Säkularisierungsbestrebungen geltend. Nachdem die helvetische Regierung schon 1798 das Klostervermögen beschlagnahmt hatte, wurde 1869 das Kloster endgültig aufgehoben und vom Kanton Thurgau in ein Alters- und Pflegeheim umgewandelt. Die letzten 13 Schwestern zogen zuerst nach Schänis, 1906 fanden sie im Dominikanerinnenkloster Weesen Aufnahme.

## St. Katharinentaler Schwesternbuch
Durch seine ungebrochene Überlieferung bis hinein ins 18. Jahrhundert, bei stetiger Erweiterung des Grundbestandes, stellt das St. Katharinentaler Schwesternbuch unter den vergleichbaren Werken der süddeutschen und Schweizer Dominikanerinnenklöster eine Besonderheit dar.
Abgefasst wurde es vermutlich vor der Mitte des 14. Jahrhunderts von einer oder mehreren unbekannten Verfasserinnen, die über Quellenmaterial unterschiedlicher Art verfügten. Eine Sammlung von Kurzviten begnadeter Schwestern sollte die Erinnerung an eine als heroisch empfundene Gründungszeit wachhalten und zugleich dem Ansehen des Klosters dienen. Eingearbeitet wurden auch Einzelviten, die vermutlich in Art einer Gnadenvita konzipiert waren. Zur Sprache kommen Fragen des klösterlichen Alltags, der religiösen Lebensführung sowie theologische Themen, die offensichtlich u. a. auch mit Meister Eckhart erörtert wurden. Grundlegend ist eine Religiosität, die mit dem Begriff «Mystik» nur ungenau oder irreführend bezeichnet ist; es geht hier vor allem um die persönliche Erfahrung der Nähe eines gnadenvollen, liebenden und barmherzigen, dem Menschen zugewandten Gottes.
Die Neuredaktion des Schwesternbuchs durch Johannes Meyer im Jahre 1454 zeigt, dass die visionäre Bildsprache der Viten schon damals missverstanden werden konnte; so legte Meyer nun den Schwerpunkt auf die Betonung eines regelkonformen Tugendstrebens. Die Abschriften des 17. und des 18. Jahrhunderts zeugen dann vor allem von kirchenhistorischem Interesse.
Insgesamt ist das Katharinentaler Schwesternbuch ein wichtiges Dokument nicht nur der geistlichen Literatur des 14. Jahrhunderts, sondern auch der Tradierung und Rezeption solcher Literatur überhaupt.

## Klosterkirche

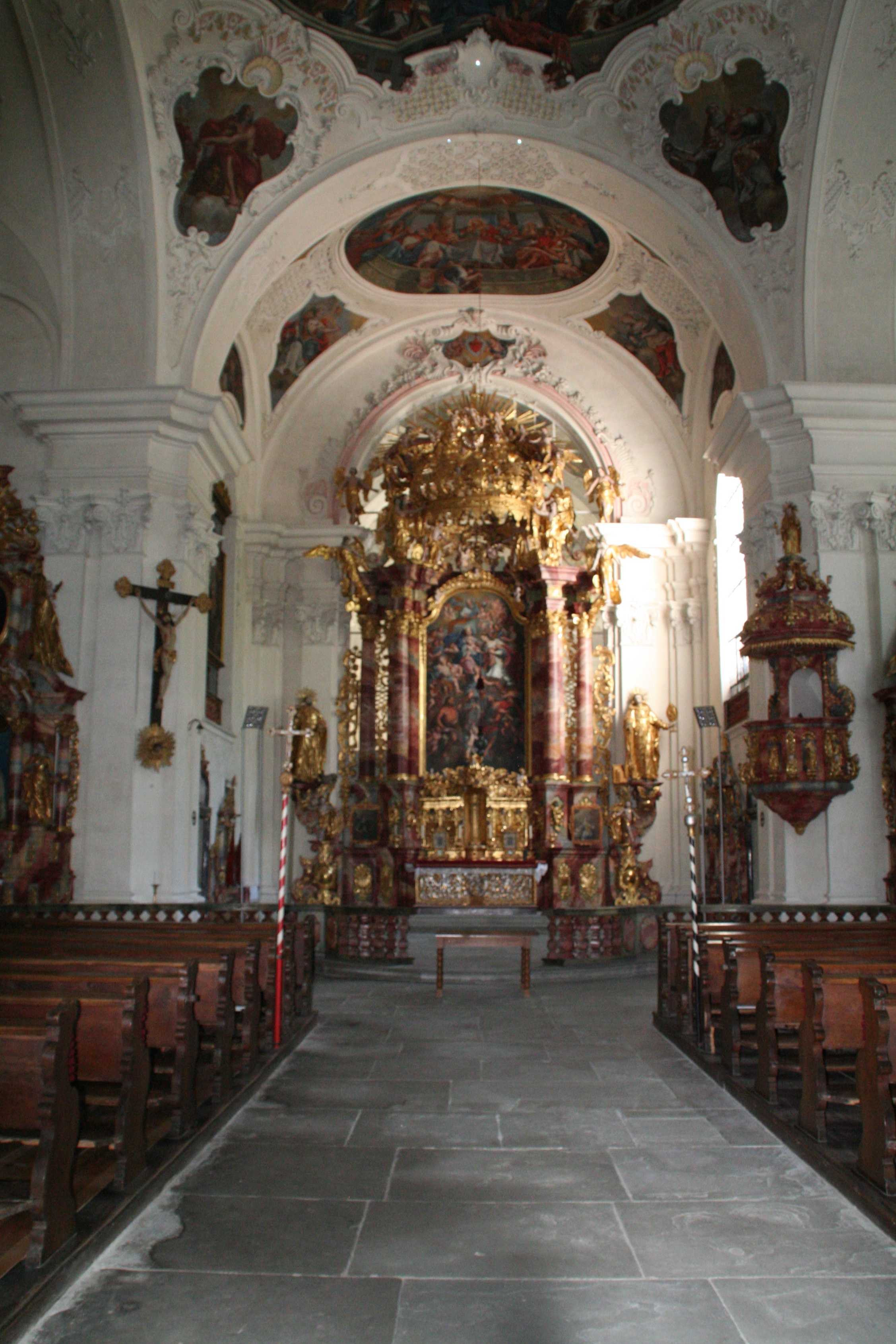
Innenraum

In den Jahren 1715 bis 1718 liess die Priorin Josepha Dominica von Rottenberg (s. o.) durch den bekannten Vorarlberger Baumeister Franz Beer (1660–1726) anstelle des alten Klosters die heutige barocke Klosteranlage errichten. 1732 bis 1735 führte nach dessen Plänen sein Sohn Johann Michael Beer (1700–1767) den Neubau der Klosterkirche von St. Katharinental aus. Sie gilt als bedeutendes Beispiel des süddeutschen Barocks.
Die Orgel auf der Westempore entstand 1735–1741 und stammt vom Orgelbaumeister Johann Jakob Bommer aus Weingarten TG. Das nach der Aufhebung des Klosters unspielbar gewordene Instrument wurde 1965–1969 von Orgelbau Kuhn restauriert.
Die Malereien in Kirche, Einsiedlerkapelle und Sakristei stammen vom Konstanzer Hofmaler Jacob Carl Stauder (1694–1756), der die Kirche zwischen 1733 und 1738 mit zahlreichen Gemälden ausstattete. Die Kirche wurde 2005–2007 restauriert.
Die Kirche gehört zur Pfarrei Diessenhofen, wird aber nur selten für Gottesdienste genutzt. Der Kirchenraum kann im Rahmen von wöchentlichen Führungen oder täglich durch ein Gitter unterhalb der Empore betrachtet werden.

## Graduale von St. Katharinental
Das Graduale von St. Katharinental ist eines der bedeutendsten gotischen Kunstwerke der Schweiz und von grossem Wert für die Kunst- und Kulturgeschichte des beginnenden Spätmittelalters. Entstanden um 1312, umfasst es 628 Seiten (314 Blätter) mit lateinischen Gesängen in gotischer Schrift im gregorianischen Vierliniensystem und hat ein Format von 48 × 35 cm. Dass das Manuskript aus St. Katharinental stammt, zeigt ein handschriftlicher Eintrag auf der Innenseite des Vorderdeckels. Das Werk ist verziert mit 71 gemalten und reich mit Blattgold versehenen Miniaturen und 13 ornamentalen Initialen sowie zahlreichen verzierten Grossbuchstaben.
Das Graduale blieb bis ins 19. Jahrhundert in St. Katharinental in Gebrauch. Um 1820 kam es in den Besitz eines Konstanzer Antiquars, der das Buch zum Mittelpunkt eines Museums machte. Die Handschrift tauchte Ende des 19. Jahrhunderts in England auf, wo sie in den Besitz des Sammlers Sir Charles Dyson Perrins (1864–1958) kam, der weltweit eine der bedeutendsten Sammlungen an mittelalterlichen Schriften zusammengetragen hatte. Als 1958 sein Nachlass bei Sotheby’s in London versteigert wurde, konnte das Werk durch finanzielle Unterstützung des Bundesrates, der Gottfried-Keller-Stiftung und des Kantons Thurgau für CHF 368'000 erworben werden. Es befindet sich (Inv.-Nr. LM-26117) im Landesmuseum Zürich.
Vom Graduale wurde ein Faksimile hergestellt. Die Auflage von 930 Exemplaren ist vergriffen.

## Klostermuseum

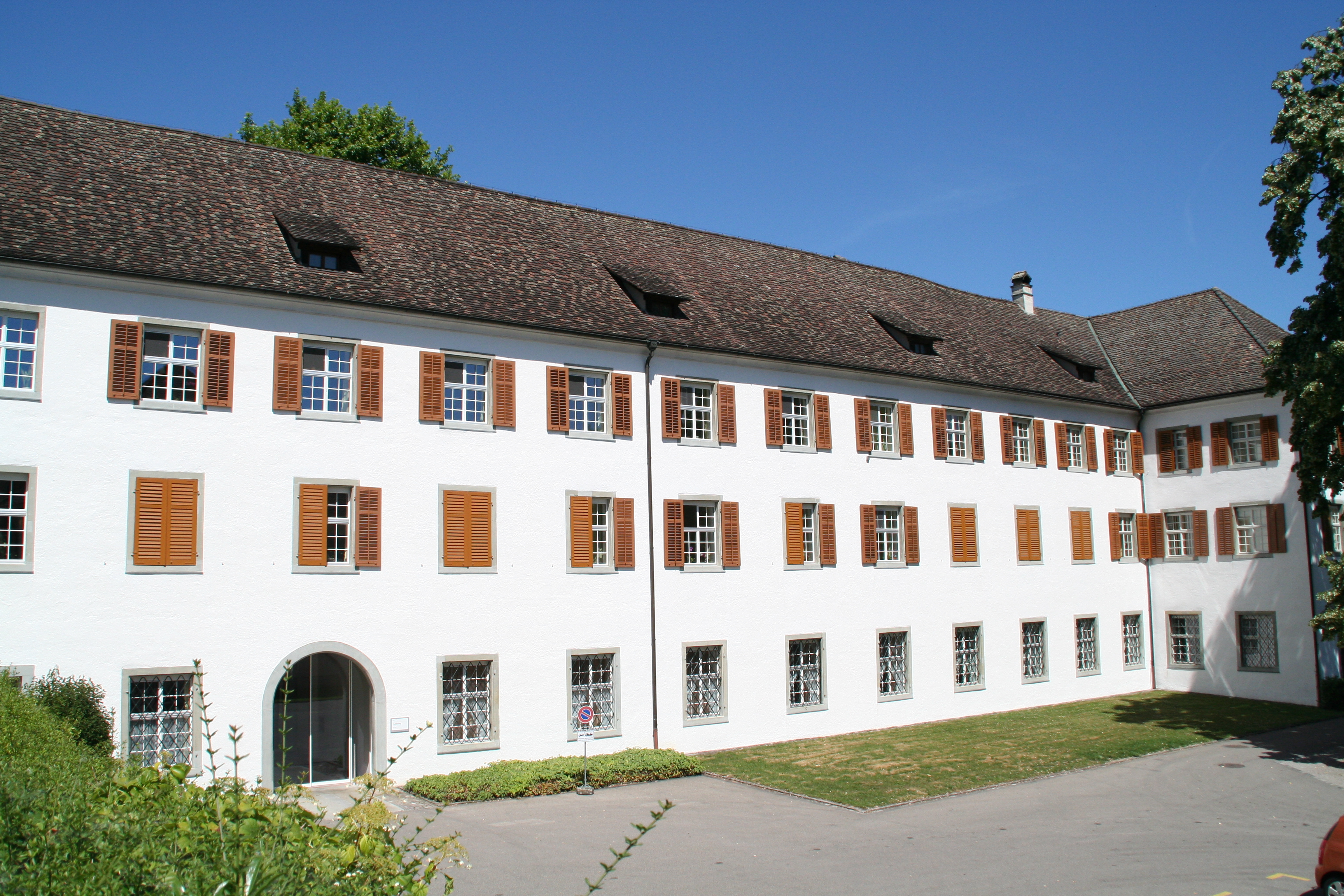
Ostfassade

Das Klostermuseum von St. Katharinental enthält im ersten Obergeschoss zahlreiche Hinweise auf die frühere Ausstattung und dokumentiert die erste klösterliche Blütezeit St. Katharinentals im 14. Jahrhundert, so auch mit einem Faksimile des Graduale.
Im zweiten Obergeschoss wird die Baugeschichte aus der barocken Blütezeit des neuen Klosters und seiner Kirche veranschaulicht. Ein Raum erinnert an die Zeit von 1869 bis 1973, als St. Katharinental ein Kranken- und Greisenasyl bzw. ein kantonales Alters- und Pflegeheim (1973–1996) war.

## Schaudepot

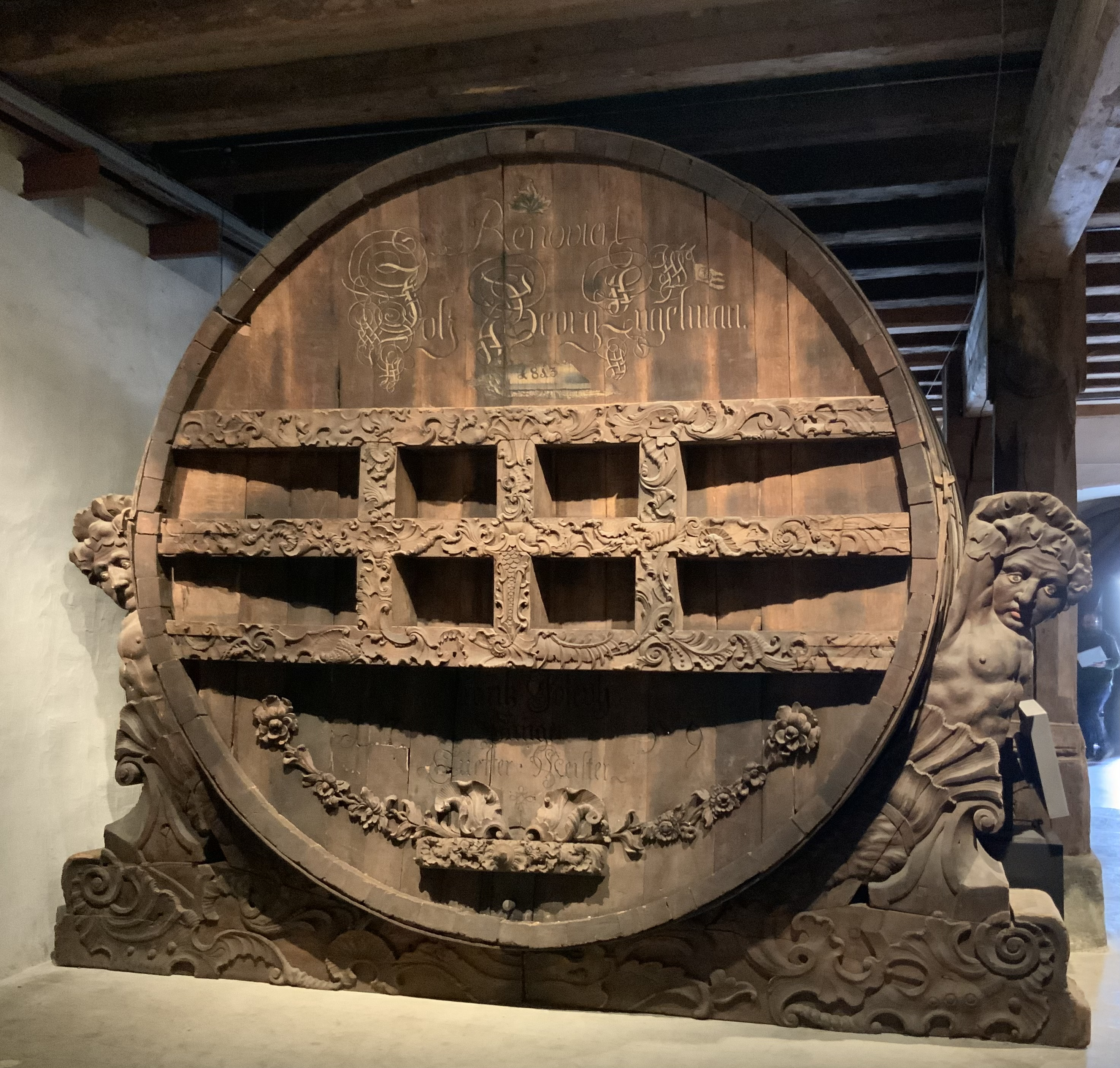
Weinfass im Schaudepot

Das Kornhaus auf dem Klosterareal dient dem Historischen Museum Thurgau als Schaudepot. Die umfangreiche Sammlung zum ländlichen Leben sollte in einem Museum für Bauern- und Dorfkultur in der Komturei Tobel gezeigt werden; das Volk lehnte aber den Projektkredit am 3. März 1991 ab. Deshalb kamen die über 12'000 Originalgegenstände nach St. Katharinental. Im schweizweit einzigartigen «Museum ganz ohne Vitrinenglas» lassen sie sich auf 2700 Quadratmetern besichtigen, allerdings nur auf Führungen und vorzugsweise von 1. April bis 31. Oktober, da die Räume unbeheizt sind.
Im Frühling 2023 schloss das Museum umfangreiche Sanierungsarbeiten ab und richtete eine neue Ausstellung zu «Äpfel, Birnen, Trauben in alter Zeit» ein. Sie zeigt auch das mit einem Volumen von 45'000 Litern grösste erhaltene historische Weinfass der Schweiz. Es stammt aus der Kartause Ittingen, die für ihren Weinbau und Weinhandel einen internationalen Ruf genoss.
Seit 2024 verfügt das Schaudepot über eine öffentlich zugängliche Sammlungspublikation in Form eines Sachlexikons. Es behandelt rund 3000 fotografisch dokumentierte Objekte. Das Werk umfasst 4500 Seiten und wurde von Peter Bretscher, der während 27 Jahren Sammlungsleiter war, erarbeitet.

## Galerie

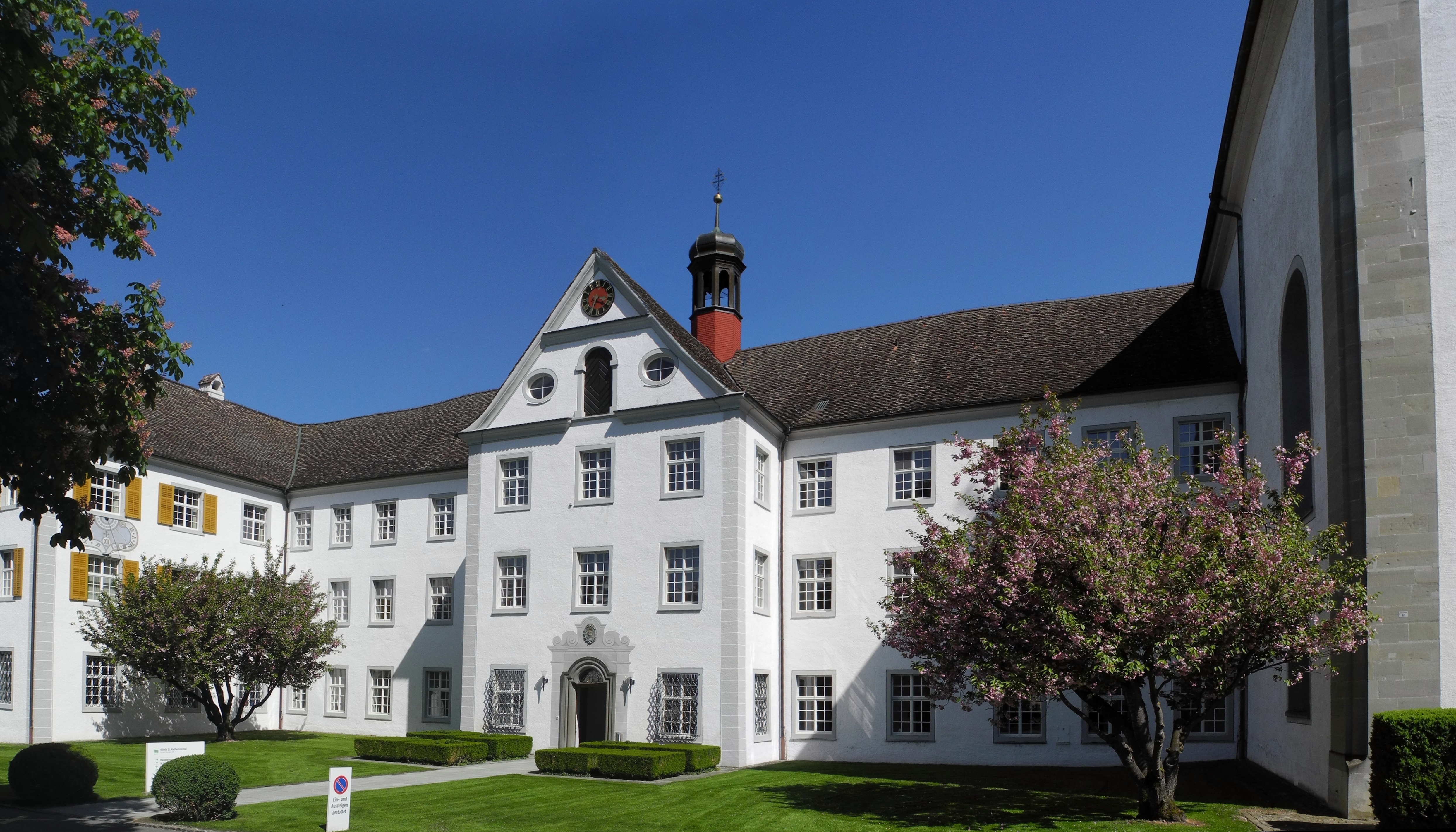
Haupteingang (Teil des Westflügels)
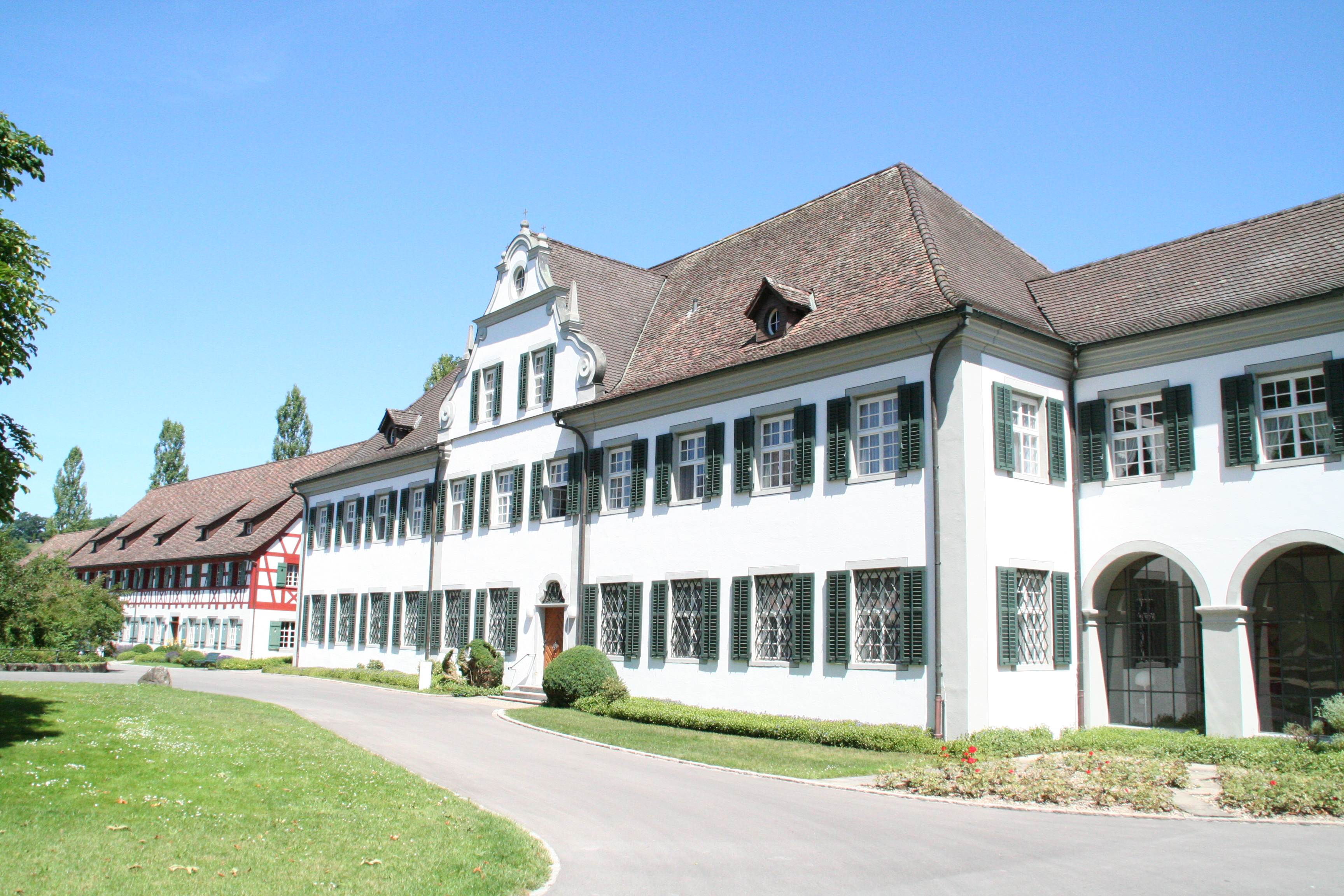
Gästehaus
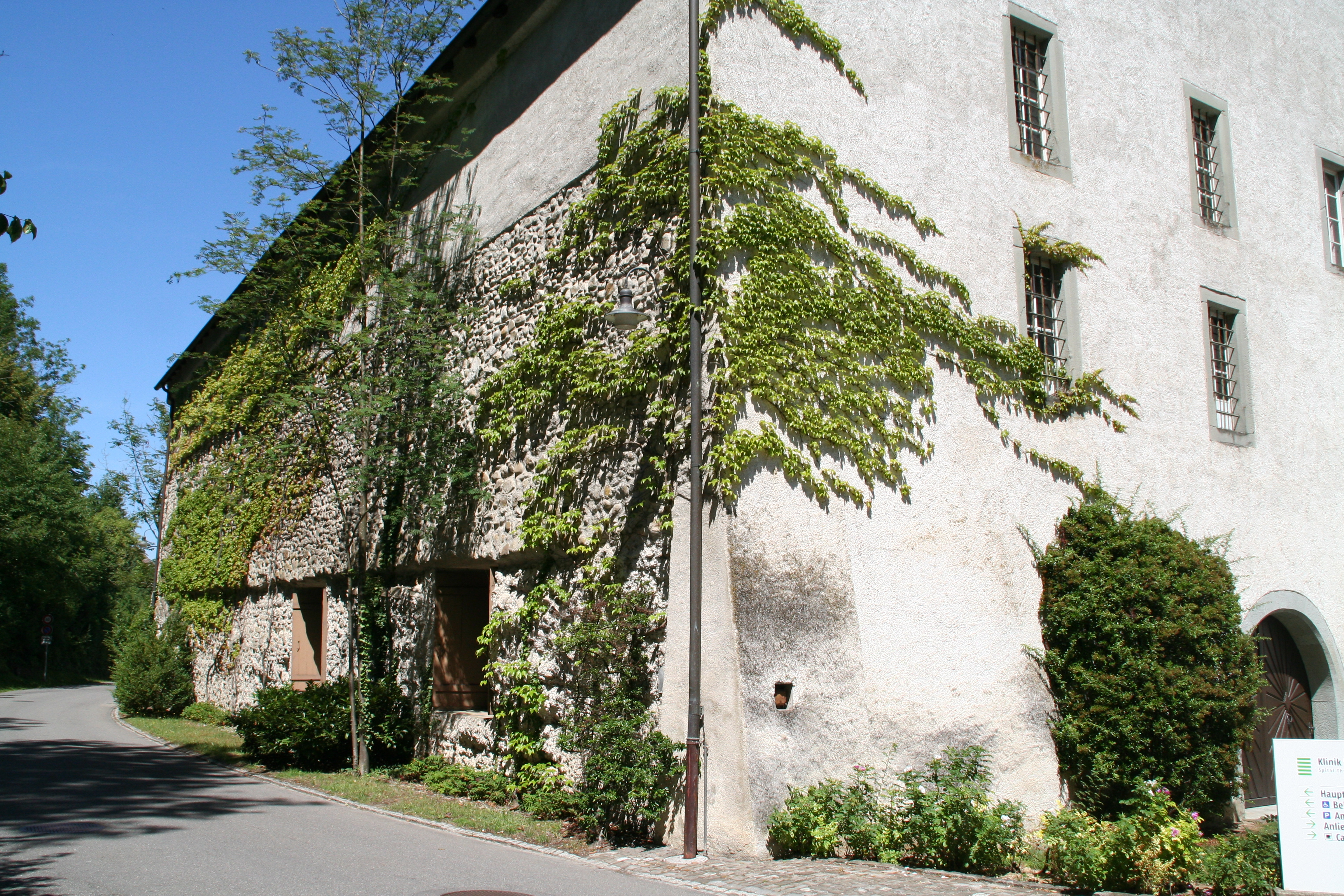
Ehemaliges Kornhaus
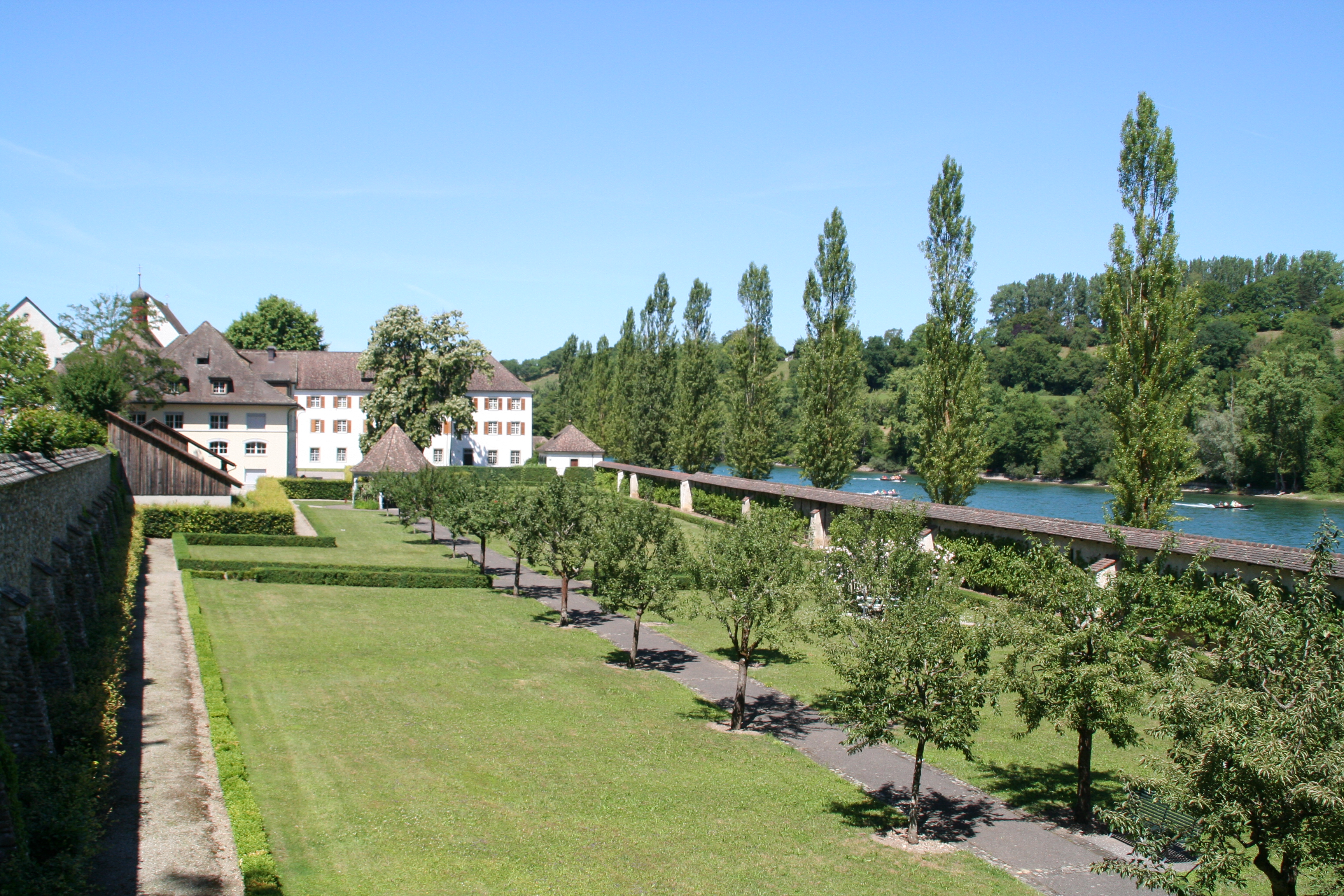
Ansicht über die Gärten (von Osten)